# Velden am Wörther See
Velden am Wörther See (szlovénül Vrba na Koroškem) osztrák mezőváros Karintia Villachvidéki járásában; az ország egyik legnépszerűbb és legismertebb üdülőhelye. 2016 januárjában 8952 lakosa volt. 

## Elhelyezkedése

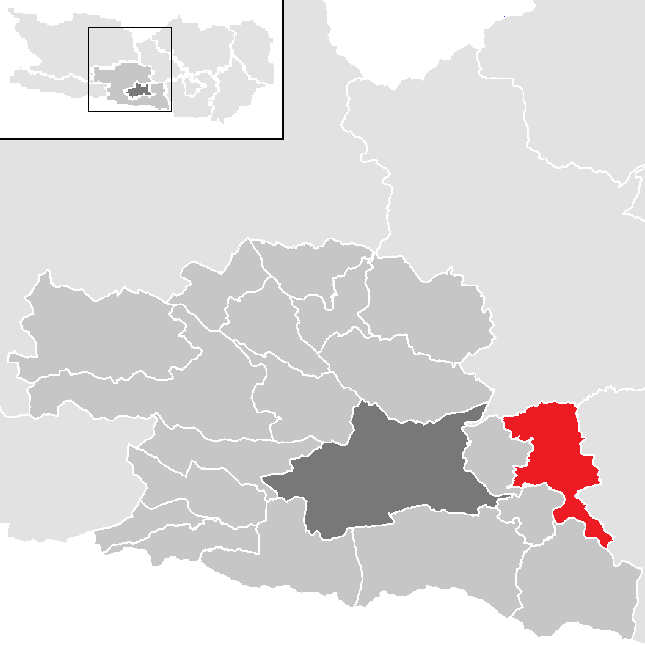
Velden am Wörther See a Villachvidéki járásban

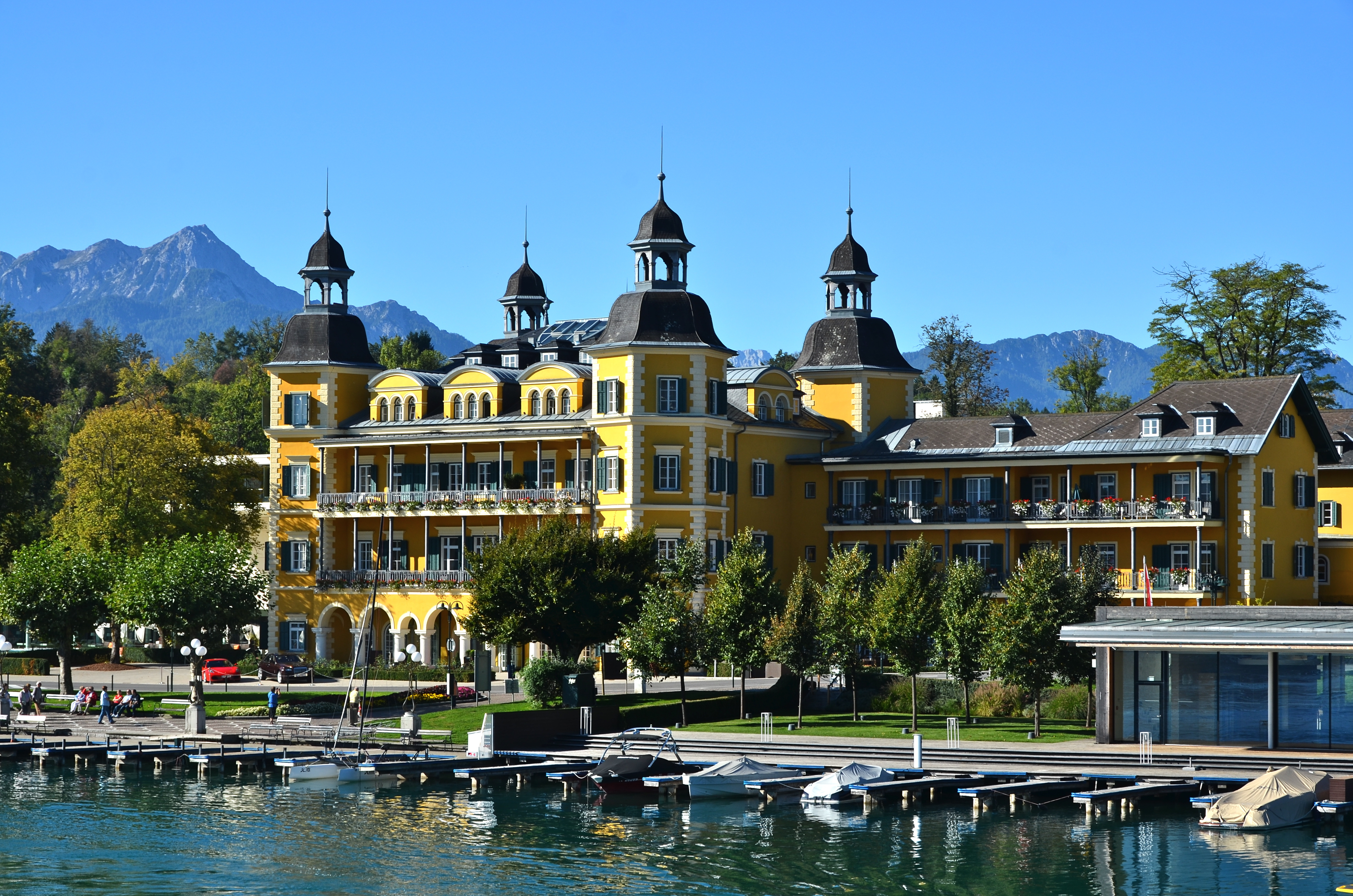
A veldeni kastélyszálló

A Hotel Kointsch Franz Baumgartner alkotása

Velden am Wörther See Karintia déli részén fekszik, a Wörthi-tó nyugati partjánál. Az önkormányzat 30 falut és egyéb települést fog össze: Aich (131 lakos), Augsdorf (489), Bach (132), Dieschitz (114), Dröschitz (216), Duel (149), Fahrendorf (122), Göriach (304), Kantnig (2), Kerschdorf (301), Köstenberg (151), Kranzlhofen (185), Latschach (121), Lind ob Velden (843), Oberdorf (293), Oberjeserz (173), Oberwinklern (147), Pulpitsch (67), Rajach (227), Saisserach (14), Sankt Egyden (351), Selpritsch (760), Sonnental (420), Sternberg (67), Treffen (78), Unterjeserz (191), Unterwinklern (67), Velden am Wörther See (2249), Weinzierl (136), Wurzen (317).
A környező települések: délre Sankt Jakob im Rosental, délnyugatra Rosegg, nyugatra Wernberg, északnyugatra Ossiach, északra Feldkirchen in Kärnten, keletre Techelsberg am Wörther See és Schiefling am Wörthersee, délkeletre Ludmannsdorf.

## Története
Velden első említése 1150-ből származik. Neve a "legelő" jelentésű velben szóból származik.
A település már a 12. századtól kezdve Hohenwart várához tartozott, amelyet előbb az Ortenburgok, majd a Cilleiek, a Szt. György-lovagrend és a Habsburgok birtokoltak. 1545-ben a Khevenhüller-család szerezte meg Landskron és Velden várait. Amikor a protestáns Khevenhüllerek az ellenreformáció miatt Németországba távoztak, Velden a Dietrichstein grófokhoz került.
A veldeni önkormányzat 1850-ben jött létre. A 19. és 20. században mérete több alkalommal változott, de az 1973-as közigazgatási reform idejére mérete kb. megegyezett az eredetivel. 
1853-ban megindult a tavon a menetrendszerű hajóközlekedés a "Maria-Wörth" nevű lapátkerekes gőzössel. Tizenegy évvel később, amikor a klagenfurti vasutat meghosszabbították Villach felé, a tó partja is könnyebben elérhetővé vált. Ugyanebben az évben megnyitották az első veldeni fürdőhelyet és hamarosan felvirágzott az üdülési és egészségturizmus. 
1881-ben egy nagy tűzvész elpusztította a város régi épületeinek nagy részét; helyükön a gazdag polgárság és nemesség villákat építtetett. 
A helység neve 1893-ban változott Velden am Wörther See-re. 1947-ben mezővárosi rangra emelték. 

## Lakossága
A Velden am Wörther See-i önkormányzat területén 2016 januárjában 8952 fő élt, ami növekedést jelent a 2001-es 8545 lakoshoz képest. Akkor a helybeliek 93,1%-a volt osztrák, 3,6% német, 1,8% boszniai állampolgár. A szlovén kisebbség aránya 2,8% volt. 78,7% római katolikusnak, 7,2% evangélikusnak, 1,2% muszlimnak, 8,6% pedig felekezet nélkülinek vallotta magát.

## Látnivalók
- Augsdorf plébániatemploma

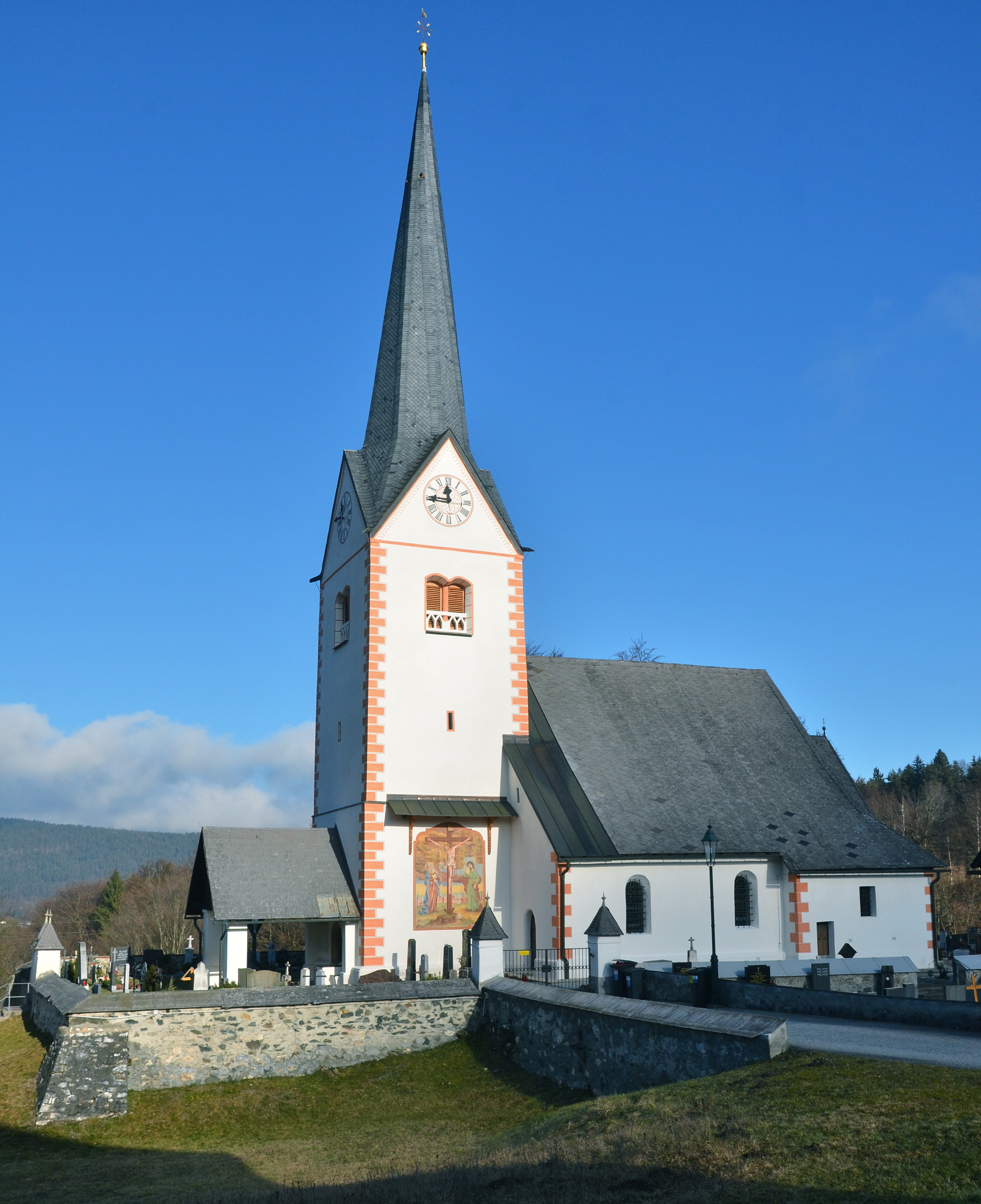
Augsdorf temploma

- Kranzlhofen Keresztelő Szt. János-temploma (első említése 1175-1181 közötti)
- Velden westrandi Szűz Máriának szentelt katolikus temploma 1937-ben épült
- a veldeni kastélyszálló
- a veldeni kaszinó 1922-ben emelt épülete
- a Wörthi-tó melletti villák és szállodák külön stílust képviselnek az osztrák építészetben. Ennek az irányzatnak elsődleges képviselője Franz Baumgartner (1876-1946) volt. Ő tervezte a következő épületeket: Mösslacherhaus, Hotel Kointsch (1909), Hotel Mösslacher (1912), Hotel Carinthia (1924/26), Villa Stelzer (1925), a tűzoltóság épülete (1925), Haus Klützke (1925/30), Haus Hilde Gessenharter (1930), Haus Seeblick (1933)
- az I. Ferenc József trónra lépésének 60. évfordulóján emelt Kaiserbrunnen (Császárkút) a vasútállomás mellett

## Testvértelepülések
- Gemona del Friuli, Olaszország
- Bled, Szlovénia

## Fordítás
- Ez a szócikk részben vagy egészben  a   Velden am Wörther See című német Wikipédia-szócikk ezen változatának fordításán alapul.  Az eredeti cikk szerkesztőit annak laptörténete sorolja fel. Ez a jelzés csupán a megfogalmazás eredetét és a szerzői jogokat jelzi, nem szolgál a cikkben szereplő információk forrásmegjelöléseként.